# Eilema beckeri
Eilema beckeri är en fjärilsart som beskrevs av Achille Guenée 1861. Eilema beckeri ingår i släktet Eilema och familjen björnspinnare. Inga underarter finns listade i Catalogue of Life.